# Chizé
Chizé est une commune du Centre-Ouest de la France située dans le département des Deux-Sèvres, en région Nouvelle-Aquitaine.
Ses habitants se nomment les Chizéens.

## Géographie
Le village est situé sur les rives de la Boutonne.

### Communes limitrophes
| Villiers-en-Bois                           | Les Fosses (par un quadripoint)  | Secondigné-sur-Belle |
| Le Vert                                    | Chizé                            | Brieuil-sur-Chizé    |
| Dampierre-sur-Boutonne (Charente-Maritime) | La Villedieu (Charente-Maritime) | Villiers-sur-Chizé   |

### Climat
Pour des articles plus généraux, voir Climat de la Nouvelle-Aquitaine et Climat des Deux-Sèvres.
Historiquement, la commune est exposée à un climat océanique limousin.  
En 2020, Météo-France publie une typologie des climats de la France métropolitaine dans laquelle la commune est exposée à un climat océanique et est dans la région climatique  Poitou-Charentes, caractérisée par un bon ensoleillement, particulièrement en été et des vents modérés.
Pour la période 1971-2000, la température annuelle moyenne est de 12,2 °C, avec une amplitude thermique annuelle de 14,5 °C. Le cumul annuel moyen de précipitations est de 900 mm, avec 12,4 jours de précipitations en janvier et 7 jours en juillet. Pour la période 1991-2020, la température moyenne annuelle observée sur la station météorologique la plus proche, située sur la commune de Celles-sur-Belle à 19 km à vol d'oiseau, est de 12,7 °C et le cumul annuel moyen de précipitations est de 901,7 mm,. Pour l'avenir, les paramètres climatiques de la commune estimés pour 2050 selon différents scénarios d’émission de gaz à effet de serre sont consultables sur un site dédié publié par Météo-France en novembre 2022.

## Urbanisme

### Typologie
Au 1er janvier 2024, Chizé est catégorisée commune rurale à habitat dispersé, selon la nouvelle grille communale de densité à sept niveaux définie par l'Insee en 2022.
Elle est située hors unité urbaine. Par ailleurs la commune fait partie de l'aire d'attraction de Niort, dont elle est une commune de la couronne,. Cette aire, qui regroupe 91 communes, est catégorisée dans les aires de 50 000 à moins de 200 000 habitants,.

### Occupation des sols
L'occupation des sols de la commune, telle qu'elle ressort de la base de données européenne d’occupation biophysique des sols Corine Land Cover (CLC), est marquée par l'importance des territoires agricoles (53,6 % en 2018), une proportion sensiblement équivalente à celle de 1990 (54,4 %). La répartition détaillée en 2018 est la suivante : 
terres arables (41,9 %), forêts (33,3 %), milieux à végétation arbustive et/ou herbacée (9,7 %), zones agricoles hétérogènes (7,1 %), prairies (4,6 %), zones urbanisées (3,4 %). L'évolution de l’occupation des sols de la commune et de ses infrastructures peut être observée sur les différentes représentations cartographiques du territoire : la carte de Cassini (XVIIIe siècle), la carte d'état-major (1820-1866) et les cartes ou photos aériennes de l'IGN pour la période actuelle (1950 à aujourd'hui).

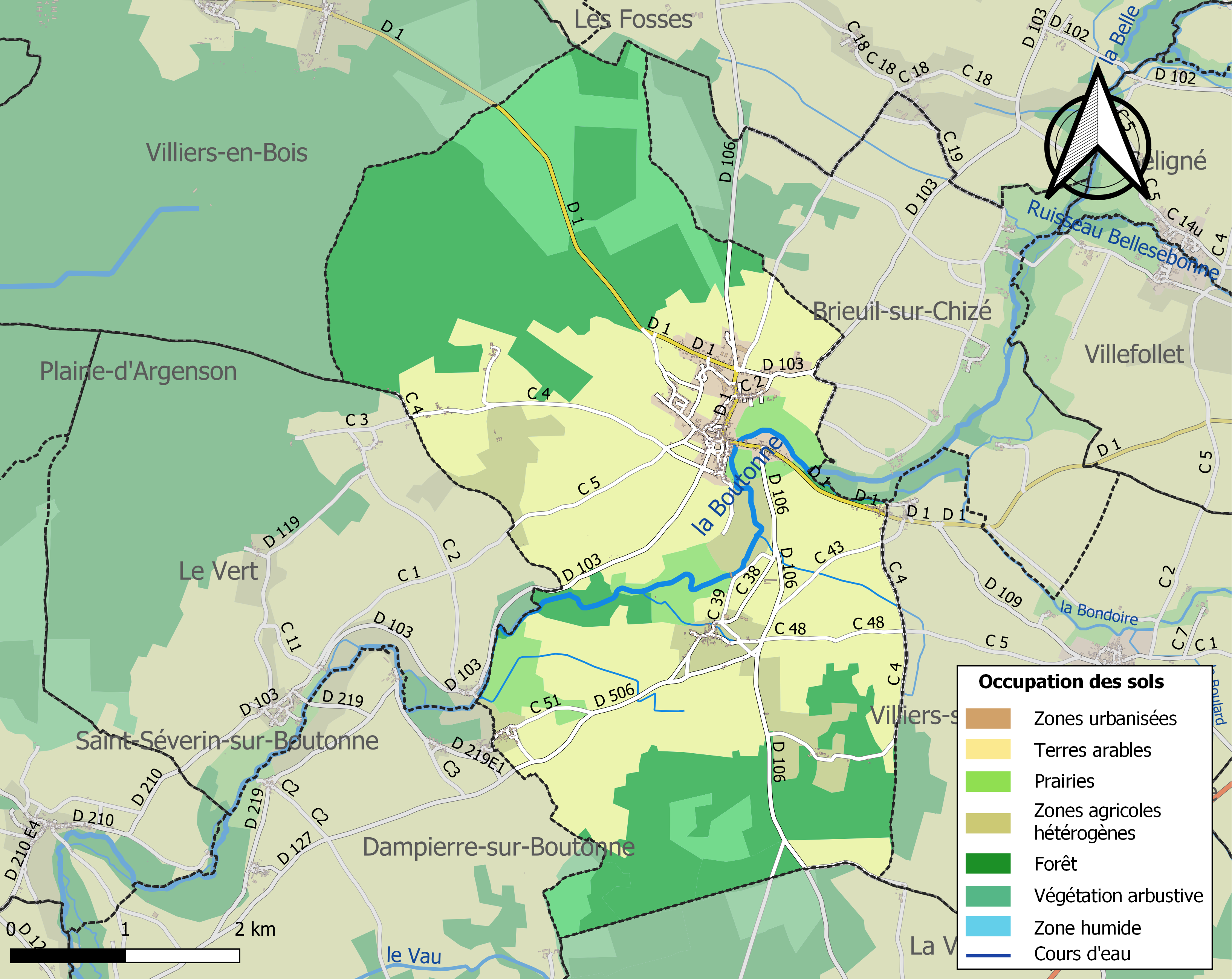
Carte des infrastructures et de l'occupation des sols de la commune en 2018 (CLC).

### Risques majeurs
Le territoire de la commune de Chizé est vulnérable à différents aléas naturels : météorologiques (tempête, orage, neige, grand froid, canicule ou sécheresse), inondations, mouvements de terrains et séisme (sismicité modérée). Un site publié par le BRGM permet d'évaluer simplement et rapidement les risques d'un bien localisé soit par son adresse soit par le numéro de sa parcelle.
Certaines parties du territoire communal sont susceptibles d’être affectées par le risque d’inondation par débordement de cours d'eau, notamment la Boutonne. La commune a été reconnue en état de catastrophe naturelle au titre des dommages causés par les inondations et coulées de boue survenues en 1982, 1993, 1999, 2010 et 2021,.

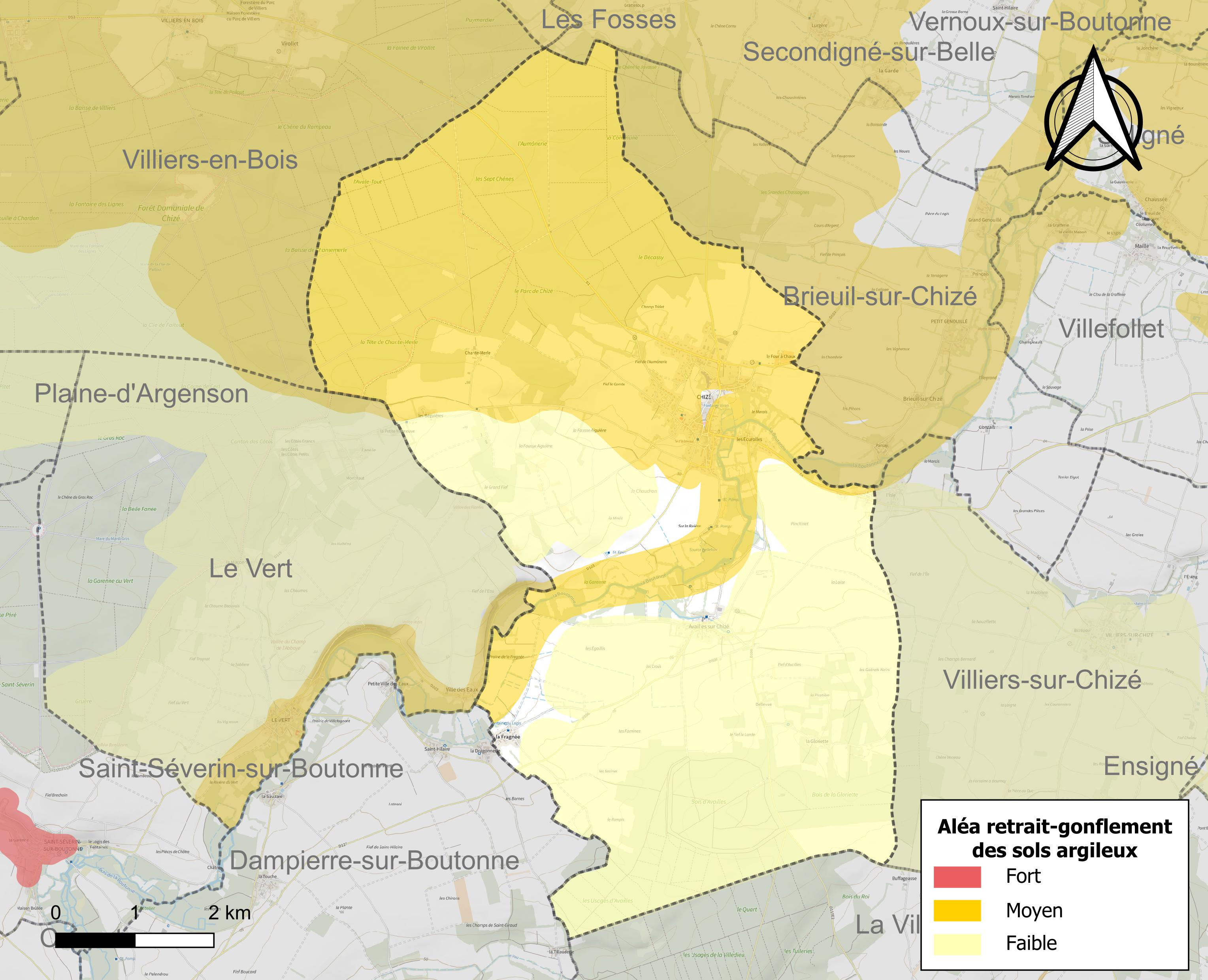
Carte des zones d'aléa retrait-gonflement des sols argileux de Chizé.

Les mouvements de terrains susceptibles de se produire sur la commune sont des tassements différentiels. Le retrait-gonflement des sols argileux est susceptible d'engendrer des dommages importants aux bâtiments en cas d’alternance de périodes de sécheresse et de pluie. 51,3 % de la superficie communale est en aléa moyen ou fort (54,9 % au niveau départemental et 48,5 % au niveau national). Depuis le 1er octobre 2020, en application de la loi ELAN, différentes contraintes s'imposent aux vendeurs, maîtres d'ouvrages ou constructeurs de biens situés dans une zone classée en aléa moyen ou fort,.
La commune a été reconnue en état de catastrophe naturelle au titre des dommages causés par la sécheresse en 2018 et par des mouvements de terrain en 1999 et 2010.

## Environnement
La commune est irriguée et drainée par la Boutonne, une rivière affluente de la Charente.
Elle bénéficie aussi d'une forêt de feuillus (forêt domaniale de Chizé) de 4 800 ha.
Chizé est très connue dans le monde de l'écologie scientifique en raison du laboratoire du centre d'études biologiques de Chizé (CEBC), basé en forêt domaniale de Chizé. Il abrite environ 70 chercheurs, ingénieurs, techniciens et étudiants qui y établissent des programmes d’étude sur les animaux (sauvages, dans leur milieu naturel, plus ou moins anthropisé). Ce laboratoire a formé de nombreux étudiants, actifs sur place et dans différentes parties du monde.

## Économie
L'économie locale dépend assez fortement de l'agriculture, toutefois un atelier de confection dynamique et une entreprise de matériels aéroportuaires génèrent pas mal d'emplois[réf. souhaitée].

## Histoire
En 1363, la ville est livrée à Thomas de Woodstock, fils du roi d’Angleterre Édouard III, en application du traité de Brétigny, signé trois ans plus tôt.
En 1373, lors de la reconquête des territoires anglais enclavés en France prenant place durant la guerre de Cent Ans, Bertrand du Guesclin s'empare de la forteresse de Chizé alors aux mains des Anglais. Cette victoire lui permettra de faire se revêtir ses hommes des armures anglaises et ainsi de tromper les gardes de la ville de Niort, avant de prendre la cité sans perte humaine excessive.
Par arrêté préfectoral du 8 décembre 1972 prenant effet au 1er janvier 1973, Availles-sur-Chizé est devenue commune associée à Chizé. Les deux communes ont définitivement fusionné le 14 décembre 2015.

## Politique et administration
| Période    | Période   | Identité        | Étiquette | Qualité           |
| ---------- | --------- | --------------- | --------- | ----------------- |
| avant 1981 | ?         | Robert Gauthier |           |                   |
| 2001       | mars 2008 | Aline Renaudin  | PS        | Aide-soignante    |
| mars 2008  | 2014      | Philippe Tanaré | PS        | Chef d'entreprise |
| 2014       | En cours  | Daniel Barré    |           | Technicien        |

## Démographie

### Avant la fusion des communes de 1973
| 1793 | 1800 | 1806 | 1821 | 1831 | 1836 | 1841 | 1846 | 1851 |
| ---- | ---- | ---- | ---- | ---- | ---- | ---- | ---- | ---- |
| 218  | 264  | 228  | 276  | 287  | 300  | 306  | 306  | 298  |

| 1856 | 1861 | 1866 | 1872 | 1876 | 1881 | 1886 | 1891 | 1896 |
| ---- | ---- | ---- | ---- | ---- | ---- | ---- | ---- | ---- |
| 290  | 312  | 287  | 275  | 312  | 308  | 301  | 290  | 291  |

| 1901 | 1906 | 1911 | 1921 | 1926 | 1931 | 1936 | 1946 | 1954 |
| ---- | ---- | ---- | ---- | ---- | ---- | ---- | ---- | ---- |
| 282  | 247  | 256  | 249  | 260  | 244  | 253  | 268  | 299  |

| 1962 | 1968 | - | - | - | - | - | - | - |
| ---- | ---- | - | - | - | - | - | - | - |
| 284  | 249  | - | - | - | - | - | - | - |

| 1793 | 1800 | 1806 | 1821 | 1831 | 1836 | 1841 | 1846 | 1851 |
| ---- | ---- | ---- | ---- | ---- | ---- | ---- | ---- | ---- |
| 640  | 760  | 675  | 715  | 819  | 787  | 788  | 780  | 806  |

| 1856 | 1861 | 1866 | 1872 | 1876 | 1881 | 1886 | 1891 | 1896 |
| ---- | ---- | ---- | ---- | ---- | ---- | ---- | ---- | ---- |
| 778  | 756  | 760  | 672  | 656  | 666  | 695  | 641  | 617  |

| 1901 | 1906 | 1911 | 1921 | 1926 | 1931 | 1936 | 1946 | 1954 |
| ---- | ---- | ---- | ---- | ---- | ---- | ---- | ---- | ---- |
| 572  | 620  | 610  | 565  | 556  | 571  | 537  | 595  | 579  |

| 1962 | 1968 | - | - | - | - | - | - | - |
| ---- | ---- | - | - | - | - | - | - | - |
| 568  | 532  | - | - | - | - | - | - | - |

### Après la fusion des communes
À partir du XXIe siècle, les recensements réels des communes de moins de 10 000 habitants ont lieu tous les cinq ans. Pour Chizé, cela correspond à 2004, 2009, 2014, etc. Les autres dates de « recensements » (2006, etc.) sont des estimations légales.
| 1975 | 1982 | 1990 | 1999 | 2004 | 2006 | 2009 | 2014 | 2019 |
| ---- | ---- | ---- | ---- | ---- | ---- | ---- | ---- | ---- |
| 768  | 871  | 878  | 879  | 915  | 949  | 921  | 873  | 846  |

| 2022 | - | - | - | - | - | - | - | - |
| ---- | - | - | - | - | - | - | - | - |
| 843  | - | - | - | - | - | - | - | - |

## Lieux et monuments
Le village est construit autour d'un promontoire rocheux où restent les ruines des fortifications du château fort médiéval, enjeu de nombreuses batailles pendant la guerre de Cent Ans.
- Église Notre-Dame de Chizé.

## Personnalités liées à la commune
- Guillaume VIII de Poitiers décéda à Chizé le 25 septembre 1086.
- Bertrand du Guesclin libéra Chizé des Anglais en 1373, puis fit don à l'église de la somme de 100 livres tournois.

## Sources